# سیل ۱۳۹۳ شمال ایران
سیل ۱۳۹۳ شمال ایران در روز ۸ خرداد در پی بارندگی‌های شدید در استان گلستان و ۱۴ خرداد در استان مازندران و سمنان (شهر میامی دامغان) جاری شد و خساراتی را به این سه استان وارد کرد. سیل مازندران ۹۱ میلیارد تومان و سیل گلستان ۱۷۵ میلیارد تومان خسارت مادی به بار آورد ضمن اینکه سیل در مازندران سه نفر را طعمه خود کرد.